# Brian J. Donnelly

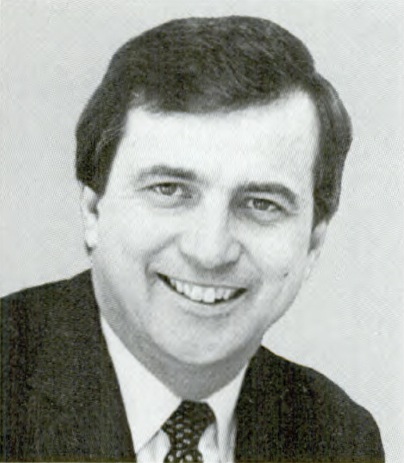
Brian J. Donnelly

Brian Joseph Donnelly (* 2. März 1946 in Boston, Massachusetts; † 28. Februar 2023 in Cape Cod, Massachusetts) war ein US-amerikanischer Politiker (Demokratische Partei). Zwischen 1979 und 1993 vertrat er den Bundesstaat Massachusetts im US-Repräsentantenhaus.

## Werdegang
Brian Donnelly besuchte private Schulen in seiner Heimat und danach bis 1963 die Catholic Memorial High School in West Roxbury. Anschließend studierte er bis 1970 an der Boston University. In den folgenden Jahren war er Lehrer und Trainer an den öffentlichen Schulen in Boston. Gleichzeitig schlug er als Mitglied der Demokratischen Partei eine politische Laufbahn ein. Zwischen 1973 und 1978 war er Abgeordneter im Repräsentantenhaus von Massachusetts.
Bei den Kongresswahlen des Jahres 1978 wurde Donnelly im elften Wahlbezirk von Massachusetts in das US-Repräsentantenhaus in Washington, D.C. gewählt, wo er am 3. Januar 1979 die Nachfolge von James A. Burke antrat. Nach sechs Wiederwahlen konnte er bis zum 3. Januar 1993 sieben Legislaturperioden im Kongress absolvieren. Im Jahr 1992 verzichtete er auf eine weitere Kandidatur. Zwischen 1994 und 1997 war Donnelly als Nachfolger von Sally G. Cowal US-Botschafter in Trinidad und Tobago. 1998 trat er bei den Vorwahlen der Demokraten zu den Gouverneurswahlen an, belegte aber nur Platz drei hinter dem siegreichen Scott Harshbarger sowie Patricia McGovern.
Brian Donnelly starb Ende Februar 2023, zwei Tage vor seinem 77. Geburtstag.